# Baltská basketbalová liga
Baltic Basketball League (BBL) byla basketbalová liga mužských týmů z pobaltských sátů založená v roce 2004. Prvního ročníku se účastnilo celkem 10 týmů: 2 z Estonska, 3 z Lotyšska a 5 z Litvy. Počet zúčastněných týmů se v jednotlivých ročnících měnil, v některých letech se soutěže účastnily i jednotlivé týmy ze Švédska, Ruska, Kazachstánu, Finska nebo Běloruska. Finále však ve všech sezónách ovládly pobaltské týmy, v naprosté většině litevské, tým Žalgiris Kaunas zvítězil celkem pětkrát. Pouze v sezóně 2012/2013 zvítězil tým Ventspils z Lotyšska a jediný estonský tým, který se dostal do finále byl v sezóně 2015/2016 Tartu Ülikool/Rock, ve finále však podlehl vítěznému Šiauliai. Po sezóně 2017/18 liga oznámila, že pozastavuje svou činnost.

## Historie
V sezóně 2015-16 se BBL hrála v základní části ve dvou skupinách po sedmi týmech, které se utkaly systémem každý s každým, přičemž každý tým hrál s každým soupeřem jeden zápas doma a jeden venku. Týmy se kvalifikovaly do osmifinále na základě umístění po základní části. Trojice týmů, které se účastnily soutěže FIBA Europe Cup, ale nekvalifikovaly se do play off – Šiauliai, Tartu Ülikool/Rock a Pieno žvaigždės – byly nasazeny přímo do play off BBL, jako první, druhý a třetí na základě výsledků z minulé sezóny. Všechny zápasy play-off se hrály v sériích střídavě doma a venku.